# Dwór Długoszowskich w Bobowej
Dwór Długoszowskich w Bobowej – dwór szlachecki znajdujący się w Bobowej, mieście w województwie małopolskim, w powiecie gorlickim.

## Historia
Dwór został wzniesiony w XVII w. na miejscu starszej budowli. Obiekt został gruntownie przebudowany w 1. poł. XIX w. „Zamek w Bobowej” stanowił siedzibę kolejnych właścicieli tej miejscowości. Od 1887 do 1945 należał do rodziny Długoszowskich, m.in. do adiutanta marszałka Piłsudzkiego – Bolesława Wieniawy-Długoszowskiego, który wychował się w Bobowej. W 1945 r. do dworu zostało przeniesione gimnazjum, pierwotnie mieszczące się w domu państwa Ponikłów. Z czasem przemianowano je na Liceum Ogólnokształcące w Bobowej. Po remoncie od 2014 r. we dworze działa szkoła muzyczna. 20 sierpnia 2016 na placu przy szkole odsłonięto popiersie marszałka Józefa Piłsudskiego oraz Bolesława Wieniawy-Długoszowskiego.
Dwór wraz z parkiem został wpisany do gminnej ewidencji zabytków.

## Opis
Fasada prosta, jasna, klasycystyczna ze wspartym na trzech ośmiobocznych filarach balkonem ponad głównym wejściem. Narożniki boniowane. Elewacja wieńczona jest tympanonem, w osi wejścia, w licu elewacji. Oś symetrii bryły zaburzona jest przesunięciami otwórów okiennych. Budynek dwukondygnacyjny, z poddaszem użytkowym.  

Dwór zwany jest „zamkiem w Bobowej”, jako pozostałości po kasztelu obronnym w tym miejscu. Bobowa zwana była „miastem czterech zamków”, na które składały się oprócz tego dworu: dwór w Jeżowie, grodzisko po drugiej stronie Białej, zamek na Berdechowie. 